# Daniel Díaz (musicien)
Pour les articles homonymes, voir Daniel Díaz.
Daniel Díaz, né à Lanús, Argentine le 22 novembre 1963, est un musicien argentin d'origine espagnole, basé en France,. Il est connu pour son travail de musicien multi-instrumentiste   et en tant que compositeur pour le cinéma, la télévision et le théâtre. Sa musique de fusión  a été décrite comme «éclectique et cosmopolite... collaborant avec des artistes de tango, de folk, de jazz et de musique expérimentale».

## Biographie

### Formation
Dans les années 1980, il étudie l'improvisation, la théorie, l'harmonie, l'orchestration, la perception audio et la basse à Buenos Aires.
Entre 1992 et 1996, il se rend aux États-Unis où il étudie l'improvisation avec Bruce Gertz et Oscar Stagnaro au  Berklee College of Music de Boston, la basse électrique avec Mark Egan (en) et  Percy Jones (en) à New York et avec  Alexis Sklareski  au B.I.T. (en) de Los Angeles.
À Paris, il a étudié la contrebasse avec Michel Benita et François Rabbath.

### Carrière
Pendant son séjour en Argentine, il a joué de la basse, de la guitare et des claviers dans différents styles (musique folklorique, tango, jazz, musique celtique). Il a collaboré avec des artistes tels que Fats Fernandez (es), Jorge Navarro, Virginia Lago, Daniel Binelli (es), Antonio Agri (es), Virgilio Exposito (es), Horacio Lopez et Lucho Gonzalez (es). Il a intégré le mouvement du  rock nacional  avec des musiciens  référents du genre, comme  Héctor Starc (es), Pato Loza, Juan Del Barrio (es) et Rodolfo García (es).
Installé à Paris depuis 1997, il s'est produit dans les circuits du jazz, du tango, de la musique expérimentale, du rock et des musiques du monde. Il a collaboré avec des artistes de différents pays.:  Hilton McConnico, "Anga" Diaz, Steve Argüelles (en), Francis Lalanne, Renaud, Cuarteto Cedron, Miguel Angel Estrella, Magic Malik, Elise Caron, Alfredo Arias, Jorge Chaminé, Teresa Berganza, Peio Serbielle, Tryo, Cuerteto Cedrón, Pajaro Canzani (es) , Patrick Bebey et Sam Tshabalala entre autres.
Il a participé à des concerts et à des enregistrements avec Juan Carlos Cáceres, dans le single à succès "Tango Negro" et dans l'album "Toca Tango", (dans ce disque, dans la chanson "Los Muchachos de París" Cáceres le nomme dans les paroles "Daniel Díaz y el barba, los muchachos de París".
Après la pandémie 2020-2021, il se concentre sur son travail en studio, produisant des albums en collaboration avec le percussionniste argentin Minino Garay et avec la grande figure du chamamé l'accordéoniste argentin Raúl Barboza, avec qui il avait déjà collaboré par le passé, en tant que membre de son groupe de scène et sur des enregistrements .
Le premier titre de cette collaboration avec Barboza est sorti le 17 février 2023 et était une combinaison de styles, jazz et chamamé, selon Raúl Barboza: «Daniel avait quelques mélodies, quelques accords, et j'ai toujours quelques mélodies en tête, alors nous avons mis ces petits bouts de papier ensemble jusqu'à ce que nous organisions un itinéraire musical et c'est ce qui est sorti»  «Daniel est une personne qui a beaucoup de talent, et c'est un grand musicien. Daniel a de grandes connaissances musicales et il avait déjà beaucoup d'idées écrites. Il me les a montrées petit à petit. Et je les ai mises en musique,».
Sur cette collaboration, Daniel Díaz a déclaré: «Même si nous sommes parfois clairement dans mon territoire créatif et parfois dans celui de Raúl, nous nous reconnaissons tous les deux dans chaque note, dans chaque moment de ce voyage en duo,».
L'album Souvenirs Panamericanos est sorti le 21 mars 2023 avec de bonnes répercussions et de bonnes critiques dans les médias argentins (radio, et presse écrite) et en France,.

### Carrière soliste
En 1993, il enregistre son premier album en tant qu'artiste et compositeur solo, "The Years Alone", publié par le label américain  Green Linnet (en)/Xenophile_Records (en). La variété des styles est appréciée par la critique, mais l'album n'a pas de répercussion majeure. Daniel Díaz joue la plupart des parties (basses frettées et fretless, claviers, guitares acoustiques et électriques, percussions) et fait appel à d'autres musiciens sud-américains (congas, sax, flûtes, bateríe, bandonéon, tabla).
Il a poursuivi sa carrière discographique personnelle avec "Segundo Ciclo", sorti en avril 2002 sur le label néerlandais Timeless Records (en), et "Swan Song", sorti en 2015, deux albums qui développent le style fusion-jazz cosmopolite du premier album.

### Musique pour le théâtre, le cinéma et la télévision
En 2005, il a commencé à travailler pour la maison d'édition française  Cezame Music Agency/ (Frédéric Leibovitz Editeur) pour laquelle il a composé et enregistré plus de 250 titres et publié 5 albums en solo ou en collaboration.  Son travail pour les médias audiovisuels s'étend à d'autres sociétés de production et d'édition, principalement Scoring Pictures/Universal Production Music (en)  en France, Sonoton GmbH (en) en Allemagne, Music Vine et Indiesonics en Angleterre et Pacifica Music, Getty et Omnimusic aux États-Unis.
En mars 2009, il a enregistré des guitares et des basses pour la bande originale du film Undertow, composée par Selma Mutal (es), avec qui il avait déjà collaboré sur l'album "Natural Energies".
En novembre 2009, il compose et interprète la musique originale de la pièce "Soudain, L'été Dernier" de Tennessee Williams, mise en scène par Réné Loyon et créée au Théâtre de la Tempête à Paris et au Théâtre des Célestins à Lyon.
En 2012, il a participé au Festival de Cannes en tant que compositeur de la musique originale du court métrage "Quitte ou Double",.
Depuis 2010, sa musique a été utilisée dans de nombreux documentaires, séries et films (Narcos, Alpha House, Ozark, Bones et autres),.  
En 2022, sa composition "Club Recoleta" a été utilisée dans le long métrage Stillwater de Tom McCarthy,.

## Discographie

### Como solista
- 1996 The Years Alone (Green Linnet/Xenophile 4031) États-Unis.
- 1997 Segundo Ciclo (Tímeles Records CD SJP 459) Pays-Bas.
- 2005 Lugar Común (DedeLand/Exodos CDDD009 ) France.
- 2007 LOW Volume 1 (DedeLand/Éxodos CDDD011) Solo basses électriques, CD, France.
- 2010 Musique Mécanique (Boxset + Musique Mécanique Addendum (bonus tracks) + Lärmknunst (DedeLand/Éxodos CDDD012) France.
- 2015 Swan Song (Dedeland 016) France.
- 2016 Landscapes Consonance and Solitude (Dedeland 017) France. album digital.
- 2017 Nightwatch (Dedeland 018) France. Solo basses électriques, EP digital.
- 2018 Invisible Soundtracks (Dedeland 019) France, album digital
- 2020 Film Noir & City Nights (Dedeland 022) France, album digital
- 2021 Understated Passion Melodies (Dedeland 023) France, album digital
- 2021 Miniatures Volume 1 (DedeLand 024) France, album digital
- 2022 Miniatures Volume 2 (DedeLand 025) France, album digital
- 2023 Daniel Diaz & Raúl Barboza  « Souvenirs Panamericanos » ” Cezame Music Agency (CEL7034)

### Como Productor/Arreglador/Instrumentista
- 1993 Juan Del Barrio “El Alma Secreta de las Cosas” (Ciclo3) Argentine.
- 1995 Osvaldo Burucuá “Paisaje” (PAI3029) Argentine.
- 1996 Lina Avellaneda “Ciudadana” (Alfiz/BMG) Argentine.
- 1999 Norberto Pedreira TRÍO “Otras Imágenes” (AIA, France).
- 1999 Tres Porteños “Tango Solo Para Bailar” (DedeLand005/France).
- 2005 Jorge Chaminé “Alma Latina Vol 1” (DedeLand/Éxodos/SonsCroisés, France).
- 2008 Pájaro Canzani “Transamericana” (Random, Argentine).
- 2012 Norberto Pedreira TRÍO “A la Vida” (SurSud, France).
- 2014 BorderTracks  “BorderTracks” (Exodos, France)
- 2014 Peio Serbielle “Zara” (indep, France).
- 2019 Raul Barboza Trio “12 de Julio en París” (DedeLand, France).

### Como compositor para televisión, películas y teatro
- 2006 Daniel Diaz & Pájaro Canzani "La Otra América" Cezame Music Agency  (CEZ 4048 & 4049)
- 2010 Daniel Diaz & Pájaro Canzani "Cubanisimo" Cezame Music Agency  (CEZ 4079)
- 2010 Daniel Diaz “Ambient World” (Sonoton, Allemagne)
- 2011 Daniel Diaz “Elect’ Tango” Cezame Music Agency  (CEZ 4093)
- 2012 Daniel Diaz & Selma Mutal “Natural Energies” Cezame Music Agency  (CEZ 4099).
- 2012 Daniel Diaz, Pajaro Canzani, Selma Mutal "Géopolitique Amérique Latine"  Cezame Music Agency  (CEV3032)
- 2012 Various Artists "Film Noir 3CD collection"  Cezame Music Agency  (CEZ4107/08/09)
- 2013 Daniel Diaz, Daniel Finot, Arnaud Rozermblat  « Just Bass"  Cezame Music Agency  (CEZ4110)
- 2013 Raúl Barboza & Daniel Diaz “Ruta 40”  (Cezame Carte Blanche, CCB1007)
- 2013 Daniel Diaz  “The Time” (Sonoton Allemagne )
- 2014 Daniel Diaz "Film Noir" (Sonoton , Allemagne SCDV 578)
- 2015 Daniel Diaz "Equinox" (Omnimusic, états unis)
- 2016 Daniel Diaz "Minimalist Steel Drums " (Sonoton , Allemagne SCDV 603)
- 2017 Daniel Diaz "Soloists" (Sonoton , AlemagneSCDV 715)
- 2019 Daniel Diaz “Acoustic SophisticationN” (Sonoton , Allemagne SCDV 887)
- 2021 Daniel Diaz “Organic Underscores” (Indiesonics 2021) Inglaterra.
- 2021 Daniel Diaz, " Latin Noir"  Cezame Music Agency  (CEL7012)
- 2022 Various Artists “French Themes” (Universal /Scoring Pictures , France SCP018)
- 2022 Daniel Diaz/Laurent Levesque “Repetitive Minimalism” (Universal /Scoring Pictures , France SCP021)
- 2022 Daniel Diaz & Minino Garay “Latin Percussionary” (Sonoton, Allemagne SCDV1135)